# 艾克 (火焰之纹章)
艾克是任天堂与Intelligent Systems出品电子游戏系列火焰之纹章中的虚构角色。艾克在2005年任天堂GameCube游戏《火焰之纹章 苍炎之轨迹》中首次亮相，他是该作的主人公。他亦为《火焰之纹章 晓之女神》的主人公之一。

## 创作与设计
艾克拥有一头蓝髮，性格豪放，此设计借鉴自《火焰之纹章 烈火之剑》主人公赫克托尔。艾克的设计者发觉赫克托尔大受欢迎，故借鉴了他的形象。

## 登场
艾克是《火焰之纹章 苍炎之轨迹》的主人公，游戏讲述他击退如入侵，为父血仇的故事。他亦为《火焰之纹章 晓之女神》两名主人公之一，在游戏中和堕女神的军队战斗。他还是《火焰之纹章if》和《代号：蒸汽》的附加角色，玩家在两款游戏中，以Amiibo连接游戏即可操作艾克。他还是《火焰之纹章 英雄》的可玩角色，并按《苍炎之轨迹》和《晓之女神》原作，设计了三种不同形象。
除火炎之纹章系列外，艾克还在任天堂明星大乱斗系列等多款任天堂游戏中登场。他是2008年跨界格斗游戏《任天堂明星大乱斗X》的可玩格斗角色。他的一大特技是“以太”，出自《苍炎之轨迹》中艾克的专属技能。他的武器是双手剑“拉格尼尔”，并以单手挥动。艾克在续作《任天堂明星大亂鬥3DS/Wii U》中继续登场，其amiibo玩偶也随之推出。他同样于《任天堂明星大乱斗 特别版》登场，其有《苍炎之轨迹》和《晓之女神》两版形象供玩家选择。

## 评价
艾克一角总体获得好评，是火焰之纹章系列最有人气的角色之一。在任天堂举办的《火焰之纹章 英雄》角色票选中，艾克以2.2万票的优势击败罗伊，获选最受欢迎男性角色，在全体角色排名中，艾克次于琳和露琪娜，位列第三。Polygon认为，艾克因登场任天堂明星大乱斗游戏之故，成为最著名的火焰之纹章角色之一。系列制作人成广通表示，艾克和同系列的馬爾斯亮相《任天堂明星大亂鬥X》后名气大增，超出开发人员预期。身为《任天堂明星大亂鬥3DS/Wii U》之斗士，艾克总体获得好评；但Kotaku报导称，日本爱好者嘲笑批评，认为其新肌肉男新形象仿如大猩猩。